# Copa Estadio Nacional 1935
En 1935 se realizó el noveno torneo de Copa organizado por la Federación de Fútbol de Costa Rica, con el nombre de Copa Estadio Nacional (trofeo donado por el doctor Jorge Vega administrador del estadio), el Club Sport Herediano ganó el campeonato de copa por segunda vez en la historia.
Los equipos participantes de este torneo fueron los equipos de la primera división. El goleador del certamen fue el herediano Carlos Rodríguez con 3 anotaciones. El Club Sport Herediano se proclamó campeón del torneo al vencer en la final a Orión FC (4-3).

## Cuartos de final
| 20 de enero de 1935 | Alajuela Junior1 | 0:1 | Orión FC | Estadio Nacional, San José |  |

| 20 de enero de 1935 | Herediano | 7:4 | Buenos Aires | Estadio Nacional, San José |  |
|                     |           |     |              | Árbitro(s): Julio Güell    |  |

| 27 de enero de 1935 | La Libertad                                | 3:1 | Alajuelense     | Estadio Nacional, San José |                         |
|                     | Rafael Madrigal Jorge Dávila Manolo Amador |     | Salvador Tabash | Árbitro(s): Julio Güell    | Árbitro(s): Julio Güell |

1. Alajuela Junior no se presentan a jugar y el capitán de Orión Ricardo Saprissa tampoco acepta hacer el saque de reglamento para ganar el juego en esa forma, por lo que es entre semana que la federación confirma a los orionistas como el club encargado de medirse con Gimnástica Española en semifinales.

## Semifinales
| 27 de enero de 1935 | Orión FC                                   | 3:2 | Sociedad Gimnástica Española | Estadio Nacional, San José   |                              |
|                     | Guido Matamoros Óscar Bolaños Antonio Hutt |     | Guillermo Durán Mesén        | Árbitro(s): Manuel Rodríguez | Árbitro(s): Manuel Rodríguez |

| 3 de febrero de 1935 | La Libertad | 0:1 | Herediano | Estadio Nacional, San José |                         |
|                      |             |     | Lépiz     | Árbitro(s): Julio Güell    | Árbitro(s): Julio Güell |

## Final
| 10 de febrero de 1935 | Herediano                              | 4:3 | Orión FC                                 | Estadio Nacional, San José   |                              |
|                       | Manuel Zamora 2 Lépiz Carlos Rodríguez |     | Óscar Bolaños Rodolfo Muñoz Antonio Hutt | Árbitro(s): Manuel Rodríguez | Árbitro(s): Manuel Rodríguez |

|                      |
| Club Sport Herediano |
|                      |
| 2° título            |

| Predecesor: Torneo de Copa 1934 | Torneo de Copa de Costa Rica 1935 | Sucesor: Torneo de Copa 1935 |